# Xu Zhiming
Xu Zhiming –en xinès, 徐志明– (29 de gener de 1980) és un esportista xinès que va competir en judo, guanyador d'una medalla de bronze al Campionat Asiàtic de Judo de 2000 en la categoria de –90 kg.

## Palmarès internacional
| Campionat Asiàtic | Campionat Asiàtic | Campionat Asiàtic | Campionat Asiàtic |
| Any               | Lloc              | Medalla           | Categoria         |
| ----------------- | ----------------- | ----------------- | ----------------- |
| 2000              | Osaka ( Japó)     | 3                 | –90 kg            |